# Cimarron Hills
Cimarron Hills es un lugar designado por el censo ubicado en el condado de El Paso en el estado estadounidense de Colorado. En el año 2000 tenía una población de 15.194 habitantes y una densidad poblacional de 961,6 personas por km².

## Geografía
Cimarron Hills se encuentra ubicada en las coordenadas 38°51′19″N 104°42′13″O / 38.85528, -104.70361.

## Demografía
Según la Oficina del Censo en 2000 los ingresos medios por hogar en la localidad eran de $46,363, y los ingresos medios por familia eran $48,091. Los hombres tenían unos ingresos medios de $32,228 frente a los $25,611 para las mujeres. La renta per cápita para la localidad era de $17,709. Alrededor del 8% de la población estaba por debajo del umbral de pobreza.